# Dead Slow Ahead
Dead Slow Ahead és una pel·lícula documental espanyola del 2015 escrita, fotografiada i dirigida per Mauro Herce, el seu primer llargmetratge on projecta la realitat vers la deriva postapocalíptica o vers el viatge còsmic. Fou rodada en tagal i subtitulada en anglès, francès, castellà, català.

## Sinopsi
El vaixell de càrrega Fair Lady que travessa el mar portant blat des d'Ucraïna fins a Jordània. Els seu mariners, d'origen filipí, es troben sobrepassats per un món industrialitzat del que semblen simples engranatges. El documental analitza el comportament dels mariners, l'ofici del qual és en plena transformació, que semblen devorats pel moviment continu de la maquinària, enregistrant l'evolució patològica d'un capitalisme terminal que converteix l'home en un subjecte al servei d'una Gran Màquina.

## Producció
Fou projectada per primer cop al Festival Internacional de Cinema de Locarno el 15 d'agost de 2015, on va guanyar el premi especial del jurat. A Espanya fou projectada per primer cop el 7 de novembre de 2015 en el marc del Festival de Cinema Europeu de Sevilla, on va guanyar una menció del públic. Fou estrenada a les sales comercials espanyoles el 28 d'octubre de 2016.

## Crítiques
| «                               | "El director filma les entranyes d'un barquer filipí com si es tractés d'una nau espacial, recontextualitzant les imatges (...) És una pel·lícula sobre la mirada (...) Un document captivador (...) Puntuació: ★★★★ (sobre 5)" | » |
| — Gerard A. Cassadó: Fotogramas | |   |

| «                          | "El que hauria de ser un documental sobre un vaixell de càrrega es converteix, gràcies a un enorme treball amb el so i unes formes visuals dantesques sorgides del no-res, en un veritable relat de fantasmes. (...) Puntuació: ★★★★ (sobre 5)" | » |
| — Quim Casas: El Periódico | |   |

| «                          | "Elogi de la lentitud (...) el documental d'Herce aconsegueix captivar" | » |
| — Noémie Luciani: Le Monde |                                                                         |   |

## Premis
El documental va obtenir un premi especial als IV Premis Días de Cine i el premi al millor documental als IV Premis Feroz, A més dels premis ja assenyalats, va guanyar el premi a la millor pel·lícula al Doclisboa, una menció especial al Festival Internacional de Cinema de Jeonju, el premi al millor documental al Festival Internacional de Cinema Documental de Jihlava i el premi Richard Leacock al Festival de Cinema de Las Palmas.